# ارزووج
ارزووج، روستایی از توابع بخش مرکزی شهرستان تویسرکان در استان همدان ایران است.
آرزوج داری آب و هوای ییلاقی و کم نظیر است. باغات گردو، سیب و انگور، رودخانه و مرتع‌ها به روح هر طبیعت دوستی جلا می‌دهد.

## جمعیت
این روستا در دهستان کرزان رود قرار دارد و براساس سرشماری مرکز آمار ایران در سال ۱۳۹۵، جمعیت آن ۱۳۰ نفر (۵۸ خانوار) بوده‌است.